# Бульвар Ілліча (Чистякове)
Бульвар Ілліча — пішохідна вулиця (бульвар) в центрі міста Чистякового. Рух дозволений лише на дільниці від вул. Енгельса до вул. Сизранцева.

## Забудова
- № 3 — Торезька загальнооствітня школа № 10
- № 4"а" — Кінотеатр «АртТема»
- № 5 — житловий будинок (аптека, фітнес клуб)
- № 5"а" — Гастроном
- № 5"б" — Розважальний комплекс «Бульвар» (ресторан, бар, більярд)
- № 7 — житловий будинок (фітнес клуб, відділення банку)
- № 7"а" — Харківський інститут економіки та менеджменту (Торезький факультет)
- № 8 — адміністративна будівля (управління Пенсійного фонду України, Торезький міський центр зайнятості)
- № 9 — Ресторан «Україна», кафетерій «Кулінарія»
- № 9"а" — Центральний універмаг
- № 11 — житловий будинок (маг. «Золотий лев», «Нюанс»)
- № 13 — житловий будинок (маг. «Дитячий світ», відділення банку)